# Чубарев, Олег Владимирович
Оле́г Влади́мирович Чубарёв (4 марта 1923, Подборовье, Петербургская губерния — 4 ноября 2005, Красногорский, Марий Эл) ― советский писатель, краевед, лесовод. Участник Великой Отечественной войны. Член ВКП(б).

## Биография
Родился 4 марта 1923 года в с. Подборовье (ныне — Гдовского района Псковской области). В 1937 году вместе с семьёй переехал на Кольский полуостров.
В апреле 1942 года призван в РККА из Кандалакши Мурманской области. Участник Великой Отечественной войны: командир стрелкового взвода 1084 стрелкового полка 310 стрелковой Новгородской дивизии на Карельском фронте, лейтенант. Воевал в Карелии, Заполярье, Финляндии. Дважды ранен. В мае 1946 года завершил военную службу. Награждён орденами Красной Звезды, Отечественной войны I степени и медалями.
В 1957 году окончив Поволжский лесотехнический институт по специальности «инженер-лесовод». Переехал вместе с семьёй в п. Красногорский Звениговского района Марийской АССР, где проработал лесоводом вплоть до выхода на заслуженный отдых. Награждён почётным знаком «За сохранение и преумножение лесных богатств РСФСР» и медалями, в том числе золотой медалью ВДНХ.
Скончался 4 ноября 2005 года в пгт. Красногорский Звениговского района Марий Эл, похоронен там же.

## Литературное творчество
Ещё в студенчестве начал выступать в периодической печати Марийской АССР с зарисовками, очерками и рассказами о природе родного края.
В 1957 году вышла в свет его первая книга «Охотничьи вечера».
Известен как писатель-краевед, писал для детей, преимущественно на природоохранную тему. Автор 5 сборников рассказов и очерков о легендах и былях Кленовогорья.
В 1994 году выпустил в свет сборник историко-биографических очерков «Дорогой созидания» о становлении завода «Электродвигатель» п. Красногорский Звениговского района Марий Эл.

## Основные произведения
Далее представлен список основных произведений О. В. Чубарева:
- Охотничьи вечера: рассказы. — Йошкар-Ола, 1957. — 60 с.
- Зори над Шунгалданом. — Йошкар-Ола, 1989. — 160 с.
- Легенды, были Кленовогорья: очерки, рассказы, зарисовки. — Звенигово, 1993. — 248 с.
- Тоби — четвероногий друг: повести. — Звенигово, 1993. — 184 с.
- Конец субмарины «ST—38»: приключен, повесть. — Йошкар-Ола, 2001. —96 с.
- За лещом для друга; Шустрик: рассказы // Короткие встречи. — Йошкар-Ола, 2001. — С. 362—376.

## Награды
- Орден Отечественной войны I степени (06.04.1985)[8]
- Орден Красной Звезды (02.08.1944)[9]
- Медаль «За оборону Советского Заполярья»[10]
- Медаль «За победу над Германией в Великой Отечественной войне 1941—1945 гг.»[10]
- Золотая медаль ВДНХ[2]
- Медаль «За доблестный труд. В ознаменование 100-летия со дня рождения Владимира Ильича Ленина»
- Медаль «Ветеран труда»
- Почётный знак «За сохранение и преумножение лесных богатств РСФСР»[2]